# 弁護士法人淀屋橋・山上合同
弁護士法人淀屋橋・山上合同（べんごしほうじん よどやばし・やまがみごうどう：Yodoyabashi & Yamagami LPC）は、日本の弁護士法人形態をとる弁護士事務所である。

## 概要
主たる法律事務所が大阪市中央区にあり、東京都千代田区にも支部事務所がある。
2002年（平成14年）4月に日本弁護士連合会届出第1号の弁護士法人として設立された。
2003年（平成15年）4月に、企業法務や倒産事件を中心にとり扱っていた淀屋橋合同と、世界知的所有権機関（WIPO）の調停員を務めた弁護士山上和則の山上法律事務所がに合併して現在の名称となった。

## 沿革
弁護士法人淀屋橋合同
- 1959年4月 米田実が米田実法律事務所を開設
- 1976年1月 パートナーシップに改組し、米田合同法律事務所に改称
- 1985年4月 淀屋橋合同法律事務所と改称
- 2002年4月 全パートナーが社員となって弁護士法人淀屋橋合同を設立。東京都港区に東京事務所設置

山上法律事務所
- 1973年9月 山上和則が山上法律事務所を開設

弁護士法人淀屋橋・山上合同
- 2003年4月 合併によって弁護士法人淀屋橋・山上合同に
- 2006年5月 東京事務所が千代田区丸の内の郵船ビルディングに移転
- 2020年8月 大阪事務所がオービック御堂筋ビルに移転

## 所在地
大阪事務所（主たる事務所。事務所名は、弁護士法人淀屋橋・山上合同）
- 大阪市中央区平野町4丁目2番3号　オービック御堂筋ビル9階

東京事務所（従たる事務所。事務所名は、弁護士法人淀屋橋・山上合同）
- 東京都千代田区丸の内2丁目3番2号　郵船ビルディング4階

## 所属弁護士
- 山上和則
- 中尾巧
- 阪口彰洋
- 上甲悌二
- 大川恒星